# جسیکا فون بردو-ورندل
جسیکا فون بردو-ورندل (آلمانی: Jessica von Bredow-Werndl؛ زادهٔ ۱۶ فوریهٔ ۱۹۸۶) سوارکار اهل آلمان است.
وی در مسابقات کشوری و بین‌المللی در مجموع برندهٔ ۴ مدال طلا، ۱ مدال نقره، ۵ مدال برنز شده‌است.